# روجيريو كونسيساو
روجيريو كونسيساو (بالبرتغالية: Rogério dos Santos Conceição‏) هو لاعب كرة قدم برازيلي في مركز الدفاع، ولد في 20 سبتمبر 1984 في كاماكان في البرازيل. لعب مع جمعية أرابيراكا الرياضية ونادي الاتحاد ونادي سانتوس ونادي ساو كايتانو ونادي غاما ونادي غواراني ونادي فيرانوبوليس ونادي فيلا نوفا ونادي فييرينسي ونادي كريسيوما ونافال.

## وصلات خارجية
- روجيريو كونسيساو على موقع دوري كوريا الجنوبية (الإنجليزية)
- روجيريو كونسيساو على موقع قاعدة بيانات كرة القدم.إي يو (الإنجليزية)